# Lluís de Nàpols
Lluís de Nàpols (francès: Louis d'Anjou)  (Brinhòla, 9 de febrer de 1274 - Brinhòla, 19 d'agost de 1297) Lluís de Nàpols, de Tolosa, Lluís d'Anjou o sant Lluís bisbe, va ser un príncep napolità de la Casa Capetiana d'Anjou i un bisbe catòlic. Fill de Carles II d'Anjou i bisbe de Tolosa des del 29 de desembre de 1296 fins a la seva mort. És venerat com a sant.

## Biografia
Lluís va néixer a Brignoles, Provença (o a Itàlia, a Nocera, on va passar part de la seva joventut), el segon fill del rei Carles II de Nàpols i de Maria d'Hongria. Era el segon fill del del rei de Nàpols Carles II d'Anjou i de Maria d'Hongria. El seu pare, Carles, va esdevenir rei de Nàpols el 1285 i va ser fet presoner a Itàlia, durant la guerra amb el rei Pere III d'Aragó que va seguir a les Vespres Sicilianes. Carles va obtenir la seva pròpia llibertat lliurant els seus tres fills com a ostatges.  Lluís i els seus germans van ser portats a Catalunya, on van ser posats sota la cura de frares franciscans per a la seva educació i retinguts durant set anys. Impressionat per un dels frares en particular, Arnauld de Villeneuve, Louis va començar a estudiar filosofia i teologia. Tot i que encara estava en captivitat, Lluís va ser nomenat arquebisbe de Lió tan bon punt va arribar a la majoria d'edat. Quan el seu germà gran va morir de pesta el 1295, Lluís també es va convertir en hereu aparent del regne del seu pare; tanmateix, quan va ser alliberat aquell mateix any, Lluís va anar a Roma i va renunciar a tots els drets sobre l'herència angevina en favor del seu germà Robert i va anunciar que, en canvi, faria els vots franciscans de pobresa, castedat i obediència.
Quan el rei Alfons III va alliberar al seu pare, Lluís fou enviat com a ostatge a Barcelona (1287) junt amb dos germans més (Robert, el futur Robert I de Nàpols, i Ramon Berenguer). Durant el seu període a Catalunya va tenir com a mestre al pare Jacques Deuze, que més tard fou Papa Joan XXII. Ja era molt devot i religiós i aprofitava les seves sortides per visitar als malalts de Barcelona, i personalment rentava als leprosos. Es va posar malalt i va ingressar a l'orde dels franciscans si es curava, i finalment es va curar.
Finalment fou alliberat per Jaume el Just amb la condició que la seva germana Blanca de Nàpols es casés amb ell. Lluís fou proposat a les converses d'Anagni (juny de 1295) per casar-se amb Violant germana de Jaume II, però Lluís es va negar i va insistir en el seu desig d'entrar en religió. En tornar a Itàlia va renunciar al tron de Nàpols en favor del seu germà Robert (gener del 1296) i va professar els vots al convent d'Ara Coeli dels franciscans a Roma i va rebre les ordres sagrades a Nàpols el 20 de maig de 1296.
El 5 de febrer de 1297, Lluís va ser consagrat bisbe de Tolosa per Bonifaci VIII, on el seu oncle avi Alfons havia estat comte fins feia poc, però havia mort el 1271 sense deixar hereu. Aquí Lluís ocupava una posició dinàstica i eclesiàstica ambivalent, en un territori entre Provença i Aquitània que era essencial per als interessos angevins. Malgrat la posició principesca que li havia valgut aquest important nomenament als 22 anys, Lluís es va guanyar ràpidament una reputació per servir els pobres, alimentar els famolencs i ignorar les seves pròpies necessitats. Tanmateix, després de només sis mesos, aparentment esgotat per les seves tasques, va abandonar el càrrec de bisbe. Poc després va morir a Brignoles d'una febre, possiblement tifoide, als 23 anys.
Com a bisbe va reformar el clergat i va portar una vida de predicació i exemple; rebia 25 pobres o malalts cada dia a casa seva. Un dia va iniciar un viatge a Roma per la canonització del seu parent l'exrei Sant Lluís de França, i quan passava per Brignoles a la Provença, prop d'on havia nascut, es va posar malalt, i després de rebre els sagraments va morir en pocs dies (1298).

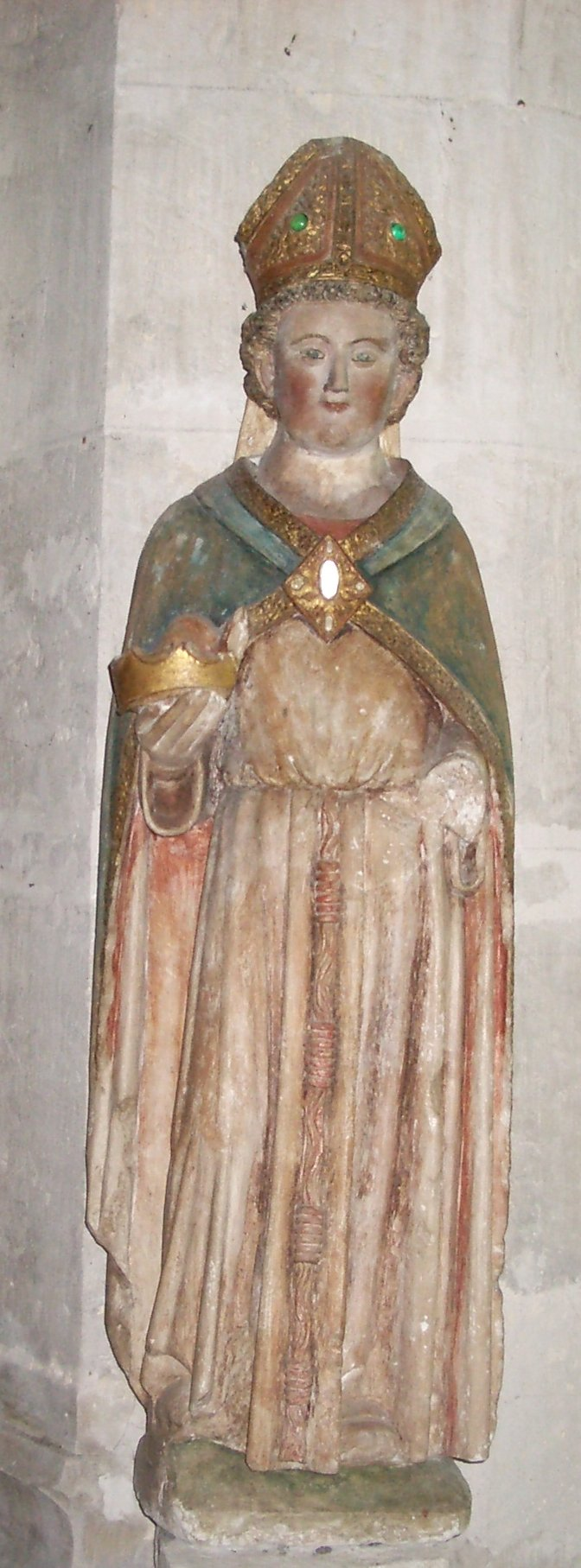
Escultura a Giverny (Eure), s. XIV
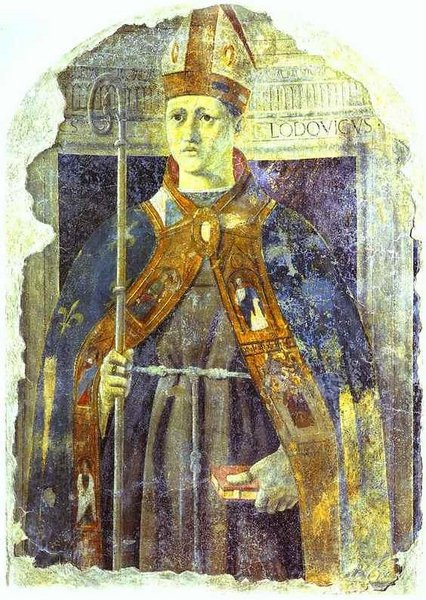
Pintura de Piero della Francesca (Borgo Sansepolcro)
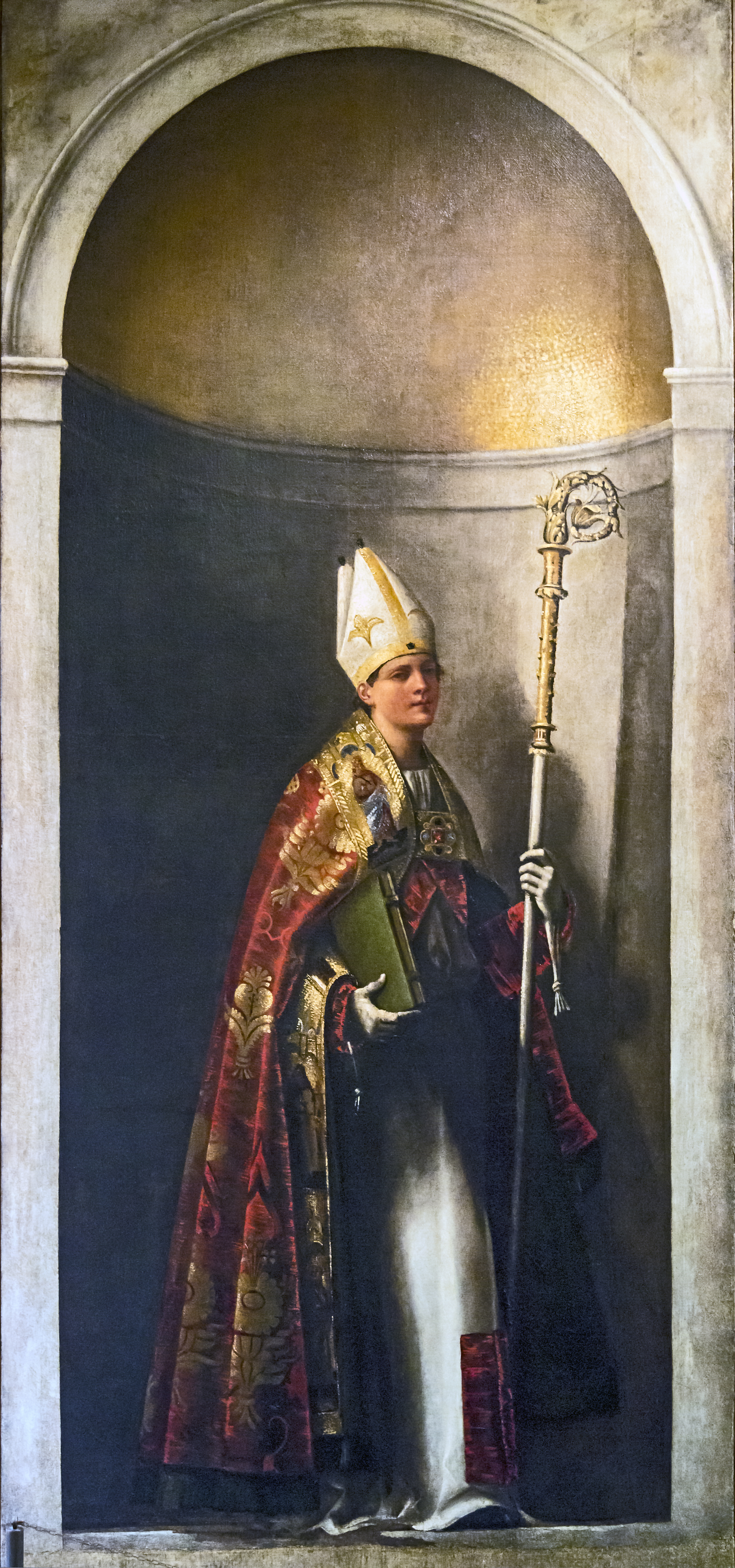
Pintura de Sebastiano del Piombo (Venècia)
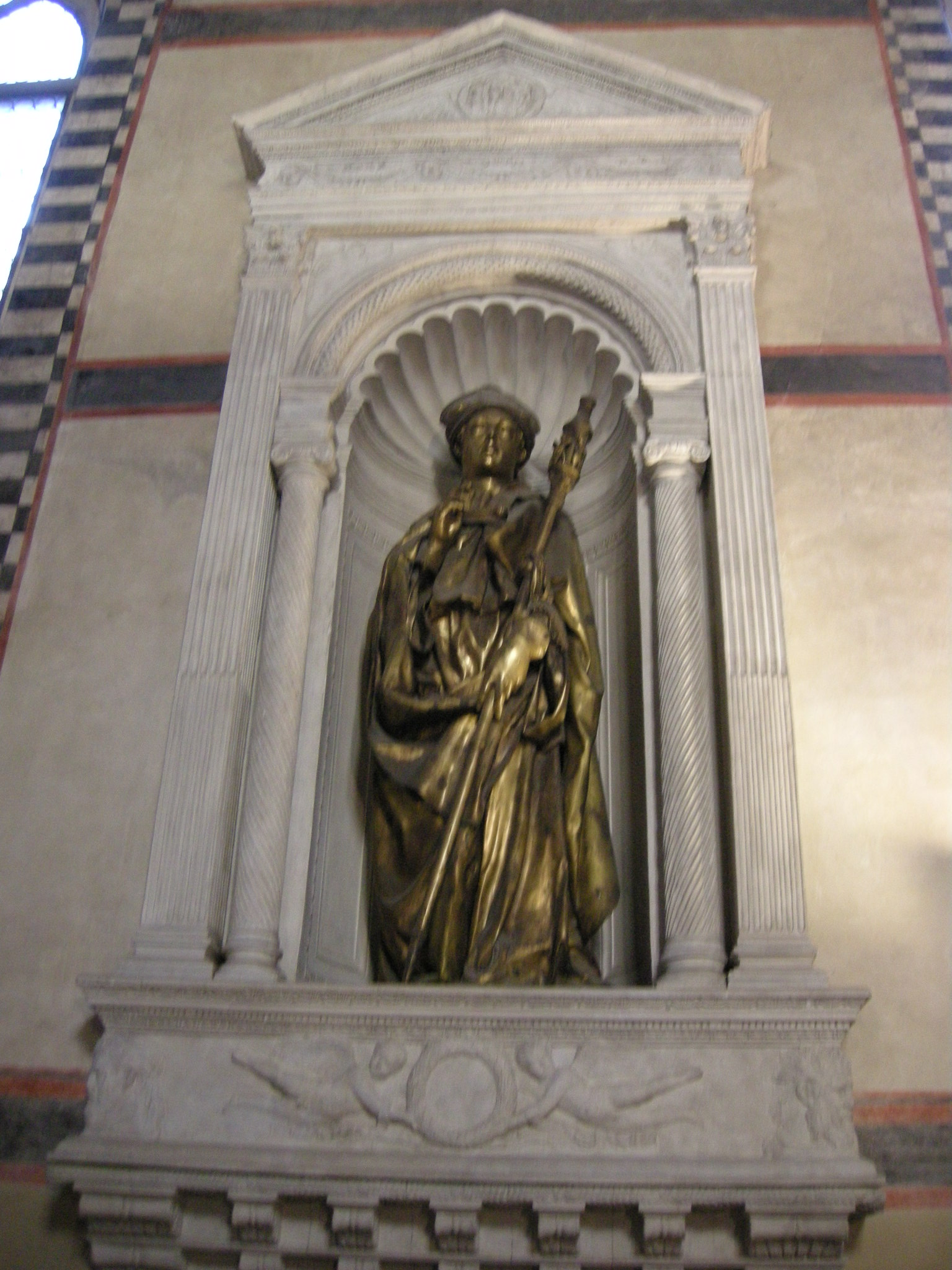
Escultura del Donatello (Florència, Santa Croce)
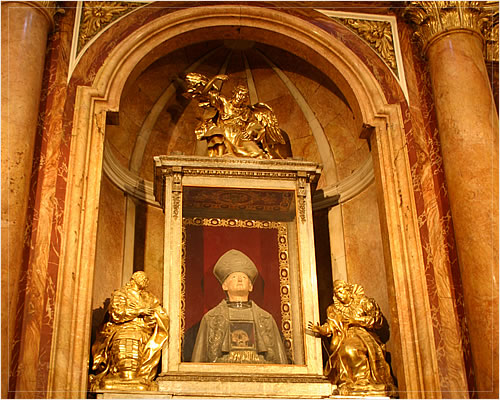
Capella i reliquiari de Sant Lluís, a la Catedral de València, amb les restes del sant

## Veneració
Se'n van explicar molts miracles (un capellà va dir que l'havia vist ascendir al cel, i es va dir també que una rosa li va sortir a la boca quan era de cos present) sobretot curacions miraculoses. El 1317 el Papa Joan XXII el va canonitzar. L'11 de novembre de 1317 els pares del convent de Marsella van agafar-ne el cos, enterrat a l'església dels franciscans a Marsella, i el van dipositar en un reliquiari en presència del seu germà el rei Robert I de Nàpols. El 1423 quan Alfons V va saquejar Marsella, només se'n va emportar el reliquiari, que fou dipositat a València on fou objecte de veneració, fins que el 1862 fou lliurat a l'església de Tolosa. Les relíquies havien estat reclamades en diverses ocasions per part dels reis francesos, com per exemple Francesc I de França al segle xvi.
Amb l'ocupació de Califòrnia per part de Gaspar de Portolà, el 1772 va fundar una missió que fou la base per a la població actual de San Luis Obispo (Califòrnia).

## Iconografia
Obres:
- Sant Lluís coronant Robert d'Anjou, de Simone Martini cap a 1317. Museu de Capodimonte, Nàpols
- Retaule pintat procedent de l'església de Santa Maria de Castelló de Farfanya, segle xiv (Museu de Lleida)
- Frontal d'altar brodat dedicat a Sant Lluís de cap a 1440-1450 Museu Diocesà de Tarragona.
- Sant Lluís com a bisbe de Marsella, de Vicente Carducho, s. XVI-XVII. Museu d'Història de Marsella